# Jennifer Ketcham
Jennifer Ketcham (Aurora (Colorado), 22 februari 1983) is een voormalige Amerikaanse pornoactrice. Na haar werk in de adult-industrie ging ze verder als schrijver.

## Schrijver
In april 2009 begon Jennifer Ketcham een blog met de naam Becoming Jennie. Ze begon deze op website te vertellen over haar verslavingen. In juli 2012 kwam haar boek uit met de titel I Am Jennie.

## Prijzen
- 2005: XRCO Award Best On-Screen Couple
- 2005: AVN Award Best Solo Sex Scene in Repo Girl
- 2006: AVN Award Best Couples Sex Scene  in Darksid
- 2006: AVN Award Best Group Sex Scene - Film in Darkside
- 2008: AVN Award Best Actress - Film in Layout
- 2008: AVN Award Best Couples Sex Scene in Layout
- 2008: F.A.M.E. Award: Favorite Oral Starlet
- 2010: AVN Award Best Supporting Actress in Throat: A Cautionary Tale

## Boeken
- 2012: I Am Jennie (Gallery Books, 352 blz.)

- International Standard Name Identifier: 0000 0000 9637 9836
- Library of Congress Control Number: no2010111612
- Virtual International Authority File: 142308566
- WorldCat: E39PBJrRcj8CmjBvwfyybwbDbd